# Alekseï Sokolski
Pour les articles homonymes, voir Sokolski.
Alekseï Pavlovitch Sokolski est un joueur d'échecs et un théoricien des échecs soviétique né le 3 novembre 1908 à Kangouch dans le Gouvernement de Penza (aujourd'hui Oblast de Penza) et mort le 27 décembre 1969 à Minsk.

## Carrière aux échecs
Sokolski fut vice-champion de la république soviétique de Russie en 1935. Il finit cinquième du championnat de Léningrad en 1937-1938.
Champion d'Ukraine à deux reprises (en 1947 et 1948, après un match de départage contre Poliak), il se qualifia quatre fois pour la finale du championnat d'échecs d'URSS (en 1944, 1949, 1950 et 1954). 
Il remporta le premier championnat d'URSS d'échecs par correspondance 1948-1951. 
Aleseï Sokolski fut le secondant de Issaak Boleslavski en 1950 et 1953 lors des tournois des candidats.  Il fut vice-champion de Biélorussie en 1958 et 1960

## Publications
Sokolski est l'auteur de plusieurs livres sur les échecs.
En 1960, il publia un manuel sur les ouvertures où il présente de nombreuses innovations.
En 1963, il publia une monographie sur l'ouverture de l'orang-outang (1. b4) qui fut traduite en allemand en 1964 :
- (de) A. P. Sokolski, Die Eröffnung 1. b2-b4, Schach Archiv, Hambourg, 1964.

L'ouverture de l'orang-outang est appelée ouverture Sokolski en Union soviétique et en Russie.
Son livre sur les ouvertures modernes a été traduit en anglais :
- (en) Modern Openings in Theory and Practice, Londres, 1962.

## Contributions à la théorie des ouvertures
Outre ses expériences avec l'ouverture de l'orang-outang, Sokolsi a donné son nom à plusieurs variantes d'ouverture :
- 1. f4 d5 2. Cf3 Cf6 3. e3 g6 4. b3 dans l'ouverture Bird ;
- 1. d4 Cf6 2. c4 g6 3. Cc3 d5 4. cxd4 Cxd5 5. e4 Cxc3 6. bxc3 (variante d'échange de la défense Grünfeld) 6... Fg7 7. Fc4 c5 8. Ce2 O-O 9. O-O Cc6 10. Fe3 cxd4 11. cxd4 Fg4 12. f3 Ca5 13. Fd3 Fd7 14. d5, suivi de 14... Fxa1 15. Dxa1, sacrifice de qualité que Sokolski joua en 1944 (sans les coups 11... Fg4 et 12. f3) dans une partie contre Tolouch[1] ;
- 1. d4 Cf6 2. c4 e6 3. g3 d5 4. Fg2 Fe7 5. Cf3 O-O 6. O-O Cbd7 7. Dc2 c6 8. Cbd2 b6 9. b3 a5 10. Fb2 Fa6 dans la partie catalane (ligne principale), qu'il joua avec les Noirs en 1947 contre Nikolaï Novotelnov ;
- 1. e4 e5 2. Cf3 Cc6 3. Fc4 Fc5 4. b4 Fxb4 5. c3 Fa5 6. d4 d6 7. Fg5 dans le gambit Evans accepté (variante préconisée par Alapine en 1903 et pratiquée par Sokolski) ;
- 1. e4 e5 2. Cf3 Cc6 3. Fc4 Fc5 4. b4 Fb6 5. a4 a6 6. Cc3 (variante du gambit Evans refusé aussi appelée variante Showalter) ;
- 1. e4 e5 2. Cf3 d6 3. d4 Cf6 4. dxe5 Cxe4 5. Cbd2, variante de la défense Philidor pratiquée lors du match Sokolski-Iline-Jenevski en 1937 ;
- 1. e4 c5 2. Cf3 d6 3. Fb5+ (variante de Moscou de la défense sicilienne), 3...  Fd7 4. Fxd7+ Dxd7 5. c4 (variante Sokolski)[2].